# Angela Gheorghiu
Angela Gheorghiu (Adjud, Romania, 7 de setembre de 1965) és una soprano romanesa.

## Biografia
Va estudiar cant a l'Acadèmia de música de Bucarest. Fou invitada al Royal Opera House de Covent Garden, a Londres, per cantar diversos papers (Nina a Chérubin, de Massenet; Zerlina a Don Giovanni, de Mozart; Mimì a La Bohème, de Puccini) abans de ser coneguda pel gran públic interpretant La Traviata, de Verdi, el 1994, sota la direcció de Georg Solti, que dirigia aquesta obra per primera vegada a la seva vida. L'esdeveniment fou enregistrat per Decca. La immensa bellesa física de la cantant, la seva insolent energia, els riscs estètics que pren, el timbre idealment verdià i el domini de la tessitura del paper li asseguren un triomf, comparable a la primera comtessa Almaviva de Kiri Te Kanawa o la primera Lucia de Joan Sutherland al mateix teatre.
Va conèixer el tenor francès Roberto Alagna en el moment d'una producció de La Bohème. Es van enamorar, però els dos cantants estaven casats. Finalment, la soprano es divorciaria i l'esposa del tenor moria d'una llarga malaltia. L'alcalde de Nova York els va casar en el moment d'un entreacte de La Bohème al Metropolitan Opera, el 1996.
Gheorghiu ha construït molt acuradament i lentament el seu repertori. Fins ara els personatges amb els quals té més afinitat són: Violetta (La Traviata), Mimì (La Bohème), Magda (La rondine), Adina (L'elisir d'amore), Julieta (Romeu i Julieta), Nedda (I Pagliacci) i Marguerite (Faust). La seva veu és entre soprano lírica i soprano dramàtica; també és capaç d'interpretar rols spinto. Precisament el paper de Mimí de La Bohème és el que va interpretar al Gran Teatre del Liceu de Barcelona el març de 2012.
Amb gran seguretat en si mateixa i una dosi extra de temperament, Gheorghiu ha estat sovint polèmica per haver plantat alguns assajos i tenir unes idees molt conservadores respecte de les posades en escena. D'alguna manera, s'estima molt tot el que va fer Franco Zeffirelli i ha donat al públic enormes satisfaccions i vetllades inoblidables.